# Kathedrale von Havanna

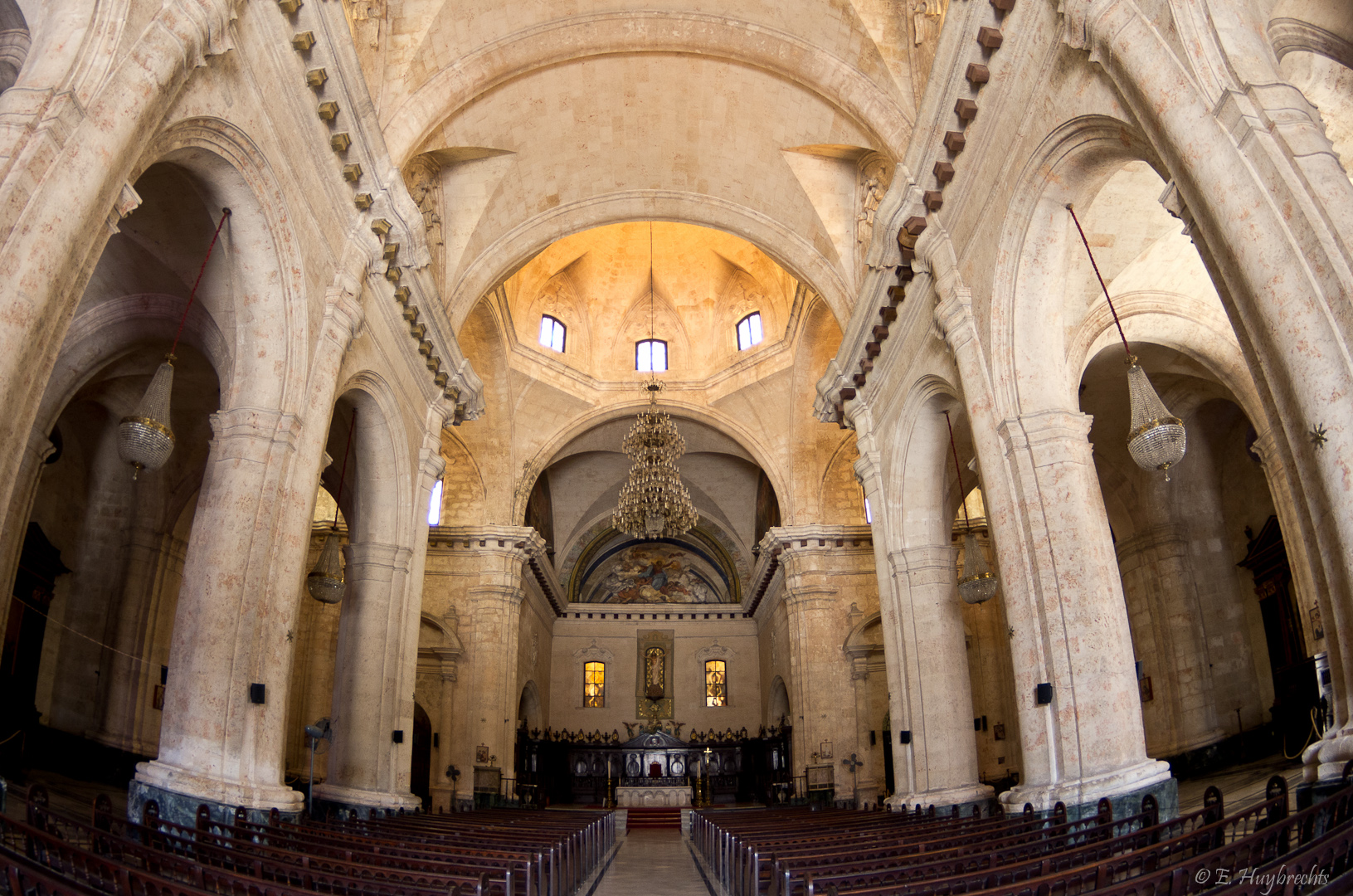
Innenansicht

Die Kathedrale der Jungfrau Maria der Unbefleckten Empfängnis von Havanna (Catedral de la Virgen María de la Concepción Inmaculada de La Habana) ist eine römisch-katholische Domkirche in Havanna und eine von insgesamt elf katholischen Kathedralkirchen auf Kuba. Sie befindet sich im Stadtviertel La Habana Vieja an der Plaza de la Catedral und wurde in den Jahren 1748 bis 1777 erbaut.
Sie ist Sitz des Erzbischofs von San Cristóbal de la Habana.

## Geschichte
Die Kathedrale ist der Unbefleckten Empfängnis der heiligen Jungfrau Maria geweiht. Die Grundsteinlegung für den Bau der Kathedrale erfolgte 1748, obwohl der Kirchenneubau bereits 1704 von den Jesuiten beantragt wurde. Die Erteilung der Baugenehmigung (durch königlichen Erlass) und die Standortfrage sowie die lange ungeklärte Finanzierung zögerten sich etwa 44 Jahre heraus. Auch der Bau der Kathedrale wurde mehrfach unterbrochen, u. a. als 1767 der Jesuiten-Orden in Spanien und all seinen Kolonien durch den spanischen König verboten wurde und damit auch die Jesuiten aus Kuba vertrieben wurden.
1777 wurde das Gotteshaus fertig gestellt, 1782 wurde es eingeweiht. 1789 wurde Felipe José de Tres-Palacios y Verdeja (Havanna) zum ersten Bischof von Kuba bestimmt, der wiederum die neue Kirche zum Bischofssitz bestimmt und sie zur Kathedrale weihte.